# FTP
FTP [eftepé] (iz angleščine file transfer protocol, »protokol za prenos datotek«) je programski standard za prenos datotek med računalniki z različnimi operacijskimi sistemi. Spada v aplikacijsko raven internetnega nabora protokolov.
FTP je 8-bitni protokol vrste strežnik-odjemnik in lahko prenaša datoteke brez dodatne obdelave, kot sta npr. MIME ali uuencode. FTP ima po drugi strani zelo dolgo latenco – čas med oddajo zahtevka za prenos in dejanskim začetkom prenašanja podatkov je lahko precejšen; potreben je tudi prijavni postopek, ki včasih tudi vzame nekaj časa.